# Àngels Ribé
Àngels Ribé (Barcelona, 1943) es una artista conceptual española, considerada una de las más relevantes del arte conceptual de los años 70.  Con la reivindicación de género y la reflexión sobre el espacio mantiene una importante presencia internacional exponiendo o colaborado con artistas como Vito Acconci, Laurie Anderson, Gordon Matta-Clark, Lawrence Weiner, Hanna Wilke, Martha Wilson o Krzysztof Wodiczko, entre muchos otros. En 2019 fue distinguida con el Premio Nacional de Artes Plásticas.

## Biografía
Comenzó su carrera profesional en 1969, cuando se instaló en París y comenzó a crear piezas, esculturas o instalaciones conceptuales, para ir progresivamente evolucionando hacia acciones o performances, donde no existía pieza artística y se trabajaba con el espacio o el propio cuerpo.
Posteriormente Ribé se trasladó a Estados Unidos, donde viviría unos meses en Chicago antes de establecerse unos años en Nueva York. Inicialmente firmó algunas de sus obras físicas como A. Ribé, ya que consideraba que ser una mujer no era ventajoso en el sector artístico. Volvería a Barcelona en 1980.

## Premios y reconocimientos
- En  2019 fue distinguida con el Premio Honorífico a la trayectoria artística GAC otorgado por el Gremio de Galerías de Arte de Cataluña y de la Asociación Arte Barcelona, considerado el de mayor prestigio del ámbito del arte de Cataluña.[4]

- En 2019 fue distinguida con el Premio Nacional de Artes Plásticas.  El jurado indicó en el fallo que “su cuerpo es el principal articulador de acciones extremadamente meditadas en las que los elementos y procesos de la naturaleza adquieren un papel central" y que su obra es un referente para las generaciones de artistas posteriores. También destacó “su trayectoria centrada en la experimentación, pionera de las prácticas conceptuales de los años setenta." realizando acciones, instalaciones y performances en el contexto internacional del arte, con la reivindicación de género y la reflexión sobre el espacio. A partir de los años ochenta, investiga desde la pintura y las obras escultóricas con neón y luz”.[5]

## Obra
Sus trabajo, contextualizado en el arte conceptual de finales de los años 60 y los años 70, inicialmente se crearon con materiales poco tradicionales, como los juegos entre agua y espuma o la luz y la sombra. Ribé progresivamente se dedicó a cuestionar la obra de arte como material artístico, despreciando-progresivamente para utilizar el espacio o el propio cuerpo como entorno de trabajo, investigación o análisis, y empezando a hacer  instalaciones y performances, caracterizadas por la contingencia, donde la posibilidad de que algo pudiera pasar o no, remarcando el aspecto efímero de la actuación. En Cataluña, hay obra suya en la Fundación Vila Casas y el MACBA.

## Obras destacadas
- Laberint (1969)[8]
- Acció al parc (1969)
- Escuma (1969)
- Intersecció de llum, Intersecció de pluja i Intersecció d'onada (1969)
- 3 punts (1970 - 1973)
- Transport d'un raig de llum  (1972)
- Invisible Geometry 3 (1973)
- Light Interaction y Wind Interaction (1973)
- N.A.M.E. (1974)
- Vehicule (1974)
- Two Main Subjective Points on an Objective Trajectory  (1975)
- Can't Go Home (1977)
- Amagueu les nines, que passen els lladres
- Triangle (1978)
- Ornamentació (1979)
- Paisatge (1983)

## Exposiciones
| Año  | Espacio                               | Población            | Descripción                                                                               |  |
| ---- | ------------------------------------- | -------------------- | ----------------------------------------------------------------------------------------- |  |
| 1969 | Centre Artístique de Verderonne       | París                | Laberint                                                                                  |  |
| 1975 | 3 Mercer St. Gallery                  | Nueva York           | Two Main subjective Pints on an Objective Trajectory                                      |  |
| 1977 | C Space Gallery                       | Nueva York           | Can't go home                                                                             |  |
| 1977 | Galería G                             | Barcelona            | Amagueu les nines que passen els lladres                                                  |  |
| 1977 | Espai Tres. Academia de Bellas Artes  | Sabadell             | El viatge: primera part: No es pot tornar                                                 |  |
| 1978 | Fundación Joan Miró                   | Barcelona            | I demà encara plourà, encara que els elelfants tinguin por (perquè tenen els ulls petits) |  |
| 1979 | Universidad Autónoma de Barcelona     | Bellaterra           | E la forma                                                                                |  |
| 1979 | Escuela Universitaria de Profesorado  | San Cugat del Vallés | Ornamentació                                                                              |  |
| 1979 | C Space Gallery                       | Nueva York           | Ornamentation: the unrelated Object                                                       |  |
| 1980 | Sala de Cultura de la Caja de Ahorros | Pamplona             | Bajo el...                                                                                |  |
| 1983 | Espai 10, Fundación Miró              | Barcelona            | Escultures                                                                                |  |
| 1988 | Centre d'Art Santa Mònica. Espai Vau  | Barcelona            | Angels Ribé 1997                                                                          |  |
| 1988 | Galería Senda                         | Barcelona            | El terrat                                                                                 |  |
| 2003 | Fundació Vila Casas, Espai VolART     | Barcelona            | Àngels Ribé                                                                               |  |
| 2011 | MACBA                                 | Barcelona            | En el laberint. Àngels Ribé 1969-1984                                                     |  |